# Маркович, Лазар (футболист)
Ла́зар Ма́ркович (серб. Лазар Марковић / Lazar Marković; род. 2 марта 1994, Чачак) — сербский футболист, полузащитник клуба «Бани Яс».

## Клубная карьера
Маркович перешёл в молодёжную команду «Партизана» в 12-летнем возрасте. 29 мая 2011 года Лазар был переведён в основную команду и дебютировал в чемпионате Сербии в сезоне 2010/11 против клуба «Слобода» (Ужице). Он выбрал себе 50 игровой номер.
11 июля 2011 года Маркович подписал свой первый профессиональный контракт с «Партизаном». Лазар начал сезон 2011/12 Лиги чемпионов УЕФА в матче против македонского «Шкендия», отыграв последние три минуты матча. 13 августа 2011 года он забил свой первый гол в чемпионате в матче против «Нови-Пазара».
20 июня 2013 года Лазар Маркович подписал контракт с португальским футбольным клубом «Бенфика» сроком на 5 лет. Сумма трансфера составила 10 миллионов евро.
15 июля 2014 года перешёл в «Ливерпуль». Сумма трансфера составила 20 миллионов фунтов. Игрок взял себе 50-й номер. Тренер команды Брендан Роджерс использовал схему, в которой Лазар не мог продемонстрировать все свои лучшие качества, поэтому после дебютного сезона Лазар был отправлен в аренду в «Фенербахче». Позже Маркович, принадлежавший «красным», выступал за «Спортинг» и «Халл Сити», а 31 января 2018 года Лазар Маркович перешел на правах аренды в бельгийский футбольный клуб «Андерлехт». «Лиловые» арендовали 23-летнего серба на полгода.
В январе 2019 года Лазар Маркович перешел в «Фулхэм» на правах аренды. Однако, Лазар вышел на поле в составе клуба лишь один раз – на замену после первого тайма вместо Жана Сери в матче, который «дачники» проиграли со счётом 3:1. По окончании контракта 30 июня 2019 года, Маркович покинул клуб.
3 сентября 2019 года Маркович подписал трёхлетний контракт с «Партизаном» — клубом, где он начинал профессиональную карьеру. 15 сентября 2019 года Лазар забил свой первый гол по возвращении в команду в матче против «Пролетера», который белградцы выиграли со счётом 3:0. В сезоне 2019/20 в чемпионате Маркович отличился 12 раз в 27 встречах, стал ключевым команды и получил капитанскую повязку. Несмотря на 95 набранных очков в турнире, «Партизан» не смог стать чемпионом, заняв второе место с отставанием в 13 баллов от «Црвены Звезды».

## Международная карьера
В октябре 2009 года Маркович дебютировал за юношескую сборную до 17 лет в квалификационном раунде чемпионата Европы (до 17 лет) 2010. В мае 2011 года он был частью той же команды на чемпионате Европы (до 17 лет) 2011, проходившем в Сербии. Маркович пропустил юношескую сборную до 19 лет и сразу же был приглашён в молодёжную сборную Сербии (до 21 года) для участия в квалификации молодёжном чемпионате Европы 2013. Лазар дебютировал 11 октября 2011 года в матче против Дании.
24 февраля 2012 года Маркович был вызван в национальную сборную Сербии для участия в товарищеских матчах против Армении и Кипра. Он дебютировал в стартовом составе в матче против Армении 28 февраля 2012 года.

## Достижения
«Партизан»
- Чемпион Сербии: 2010/11, 2011/12, 2012/13
- Обладатель Кубка Сербии: 2010/11

«Бенфика»
- Чемпион Португалии: 2013/14
- Обладатель Кубка португальской лиги: 2014